# Rhagodinus caenaeicus
Espèce
Synonymes
- Rhagodes caenaeicus Penther, 1913

Rhagodinus caenaeicus est une espèce de solifuges de la famille des Rhagodidae.

## Distribution
Cette espèce se rencontre en Irak et en Israël.

## Description
Rhagodinus caenaeicus mesure de 25 à 38 mm.

## Publication originale
- Penther, 1913 : Solifugae. Wissenschaftliche Ergebnisse der Expedition nach Mesopotamien, 1910. Annalen des K. K. Naturhistorischen Hofmuseums, vol. 27, p. 107–108.